# 李正邦
李正邦（1933年5月7日—2017年10月24日），男，江苏仪征人，中国钢铁冶金专家，中国工程院院士，中国电渣冶金的开拓者之一。

## 生平
1939年，进入华西坝小学读书。
1952年至1958年，在哈尔滨工业大学机械系焊接专业学习。1960年，负责设计创建了国内第一代工业电渣炉。
2017年10月24日凌晨6点，在北京逝世。

## 荣誉
1999年，当选中国工程院院士。

## 家人
父亲李方训，物理化学家，中国科学院院士。岳父刘敦桢，建筑学家，中国科学院院士。